# 宮本郁大
宮本 郁大（みやもと ふみひろ、1999年6月30日 - ）は、ジャパンラグビーリーグワン宗像サニックスブルースに所属するラグビー選手。

## プロフィール
- 熊本県出身[1]。
- ポジションはセンター(CTB)。
- 身長 187 cm、体重 95 kg
- 愛称はフミ。

## 略歴
小学1年生からラグビーを始めた。
2018年、熊本北高校卒業後、日本体育大学に入る。
2022年、日本体育大学卒業後、宗像サニックスブルースに加入。